# Реактивное сопло
Реактивное сопло — движитель, профилированный насадок (например, лопаточный канал соплового аппарата) для преобразования внутренней энергии протекающего рабочего тела в кинетическую.

## Применение
Реактивное сопло применяют в турбинах, реактивных двигателях, в измерительной технике.
авиация и космонавтика
В реактивном двигателе применяют:
- сужающееся реактивное сопло для создания дозвуковых скоростей истечения. Газ из такого сопла не может истекать со скоростью, превышающей местную скорость звука, режим истечения со скоростью звука называется критическим режимом;
- сужающееся-расширяющееся реактивное сопло (сопло Лаваля) — для получения сверхзвуковых скоростей истечения. Чтобы поток газа достиг сверхзвуковой скорости на выходе из сопла - в самом малом сечении сопла газ должен достичь скорости звука, суживающаяся часть сопла предназначена для ускорения потока до скорости звука, а расширяющаяся - для ускорения потока до сверхзвуковой скорости.
- косое сопло — для получения сверхзвуковых скоростей истечения при постоянном профиле и широком диапазоне рабочих скоростей.

Реактивное сопло двигателей сверхзвуковых самолётов выполняют регулируемыми, причём у сопла может регулироваться площадь как критического минимального сечения, так и выходного сечения. Регулирование критического сечения даёт возможность изменять режим работы двигателя. Регулирование выходного сечения сопла обеспечивает оптимальное расширение газа на всех режимах полёта и работы двигателя; наиболее рационально применение эжекторных сопел.
В самолётах реактивное сопло выполняет также задачу отвода газа за пределы самолёта и защиты его частей от нагрева.